# Christian Wurstisen
Christian Wurstisen (lat. Christianus Urstisius; * 23. Dezember 1544 in Liestal; † 29. März 1588 in Basel) war ein Schweizer Mathematiker, Theologe und Historiker.

## Leben
Christian Wurstisen war Sohn des Liestaler Weinhändlers und Ratsherrn Pantaleon Walch genannt Wurstisen. Ab 1558 studierte er an der Universität Basel, zuerst an der Artistenfakultät und ab 1562 Theologie. 1563 war er Prediger in Hüningen. 1564–1566 wirkte er als Pfarrhelfer in der Theodorsgemeinde in Kleinbasel. Parallel zu seiner Tätigkeit als Prediger verfolgte Wurstisen eine akademische Laufbahn: 1564–1584 war er Professor der Mathematik an der Universität Basel und 1585–1586 Professor der Theologie. 1577–1578 und 1583–1585 bekleidete er das Amt des Rektors.
1586 verliess Wurstisen die Universität und wurde Stadtschreiber, ein Amt, das er bis ans Lebensende bekleidete.
Als Bibliothekar der Universität legte Wurstisen den zweiten Gesamtkatalog an. Als Stadtschreiber war er darum besorgt, dass in Basel erstmals systematisch Ratsprotokolle geführt wurden. Gleichzeitig betrieb Wurstisen historische Studien. 1580 veröffentlichte er die Basler Chronik, die erste Gesamtdarstellung der Geschichte Basels, in die auch – heute zum Teil verlorene – Urkunden und Inschriften integriert sind. 1585 edierte Wurstisen eine Quellensammlung zur mittelalterlichen Geschichte des Heiligen Römischen Reiches („Germaniae historicorum illustrium“). Als Naturwissenschafter gehörte er zu den frühen Anhängern der heliozentrischen Lehre des Kopernikus, dessen De revolutionibus orbium coelestium 1566 in Basel gedruckt wurde. Wurstisen hat vermutlich Galileo Galilei zuerst mit diesem Werk bekannt gemacht, obwohl Galileis Annahme des Heliozentrismus oft Michael Maestlin zugeschrieben wurde.
Wurstisens mathematisches Lehrbuch Elementa arithmeticae wurde von John Milton und dem ungarischen Philosophen Andreas Dudith geschätzt.
Sein Sohn Emanuel Wurstisen wurde Mediziner.

## Werke

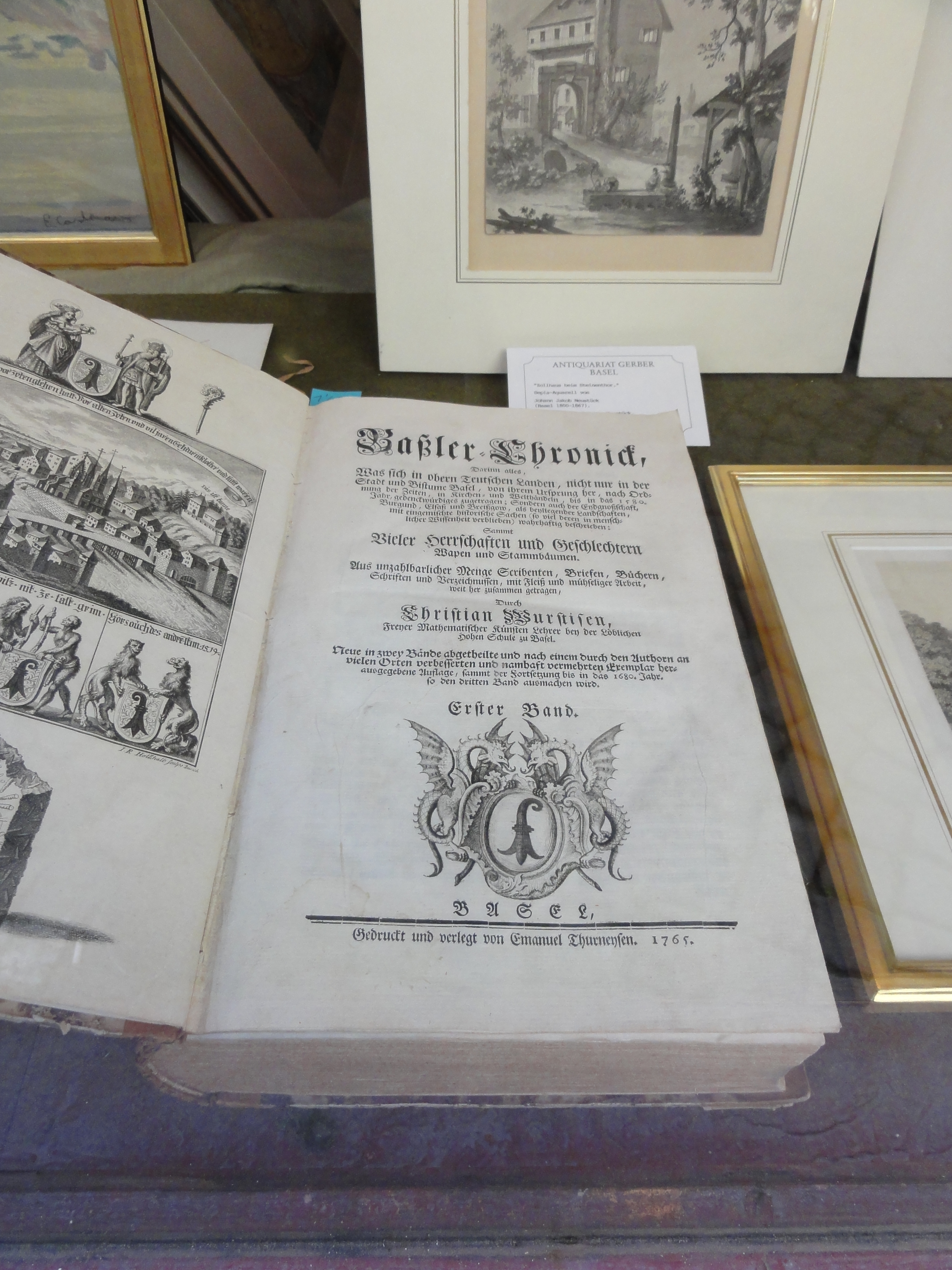

- Christian Wurstisen: Epitome Historiae Basiliensis, Praeter Totius Rauricae descriptionem, urbis primordia, antiquitates, res memorandas … unà cum Episcoporum Basiliensium catalogo. Accessit his, Aeneae Sylvii [Piccolomini], qui postea Pius II. (Basileae: per Seb. Henric-Petri, 1577). (online).
- Baſzler Chronick/ Dariñ alles/ was ſich in Öberen Teutſchẽ Landen/ nicht nur in der Statt und Biſtumbe Baſel/ von ihrem Urſprung her/ […] biß in das gegenwirtige M. D. L X X X Jar/ gedenckwirdiges zůgetragen […]: Sonder auch der Eydtgnoſchafft, Burgund, Elſaß und Breißgow/ […]/ warhafftig beſchrieben: ſampt vieler Herrſchafften und Geſchlechtern Wapen und Stambäumen. […] Durch Chriſtian Wurſtiſen […]. Sebastian Henricpetri, Basel 1580 (online). (Reprint der Originalausgabe: Genf 1978)
- Elementa arithmeticae, logicis legibus deducta in usum Academiae Basiliensis. Opera et studio Christiani Urstisii. Sebastian Henricpetri, Basel 1579. (2. Auflage, 1586, online).
- Germaniae historicorum illustrium, quorum plerique ab Henrico IIII Imperatore usque ad annum Christi, MDCCCC … res gestas memoriae consecrarunt, tomus unus [-pars altera], Volume 1. Apud heredes Andreae Wecheli, 1585 (eingeschränkte Vorschau in der Google-Buchsuche).
- Matthias von Neuenburg, Albert von Straßburg, Johannes Cuspinian, Christian Wurstisen: Matthiae Neoburgensis Chronica, cum continatione et Vita Berchtholdi de Buchegg: Die Chronik des Matthias von Neuenburg nach der Berner- und Strassburgerhandschrift mit den lesarten der ausgaben von Cuspinian und Urstisius, Stämpflische Buchdruckerei (G. Hünerwadel), 1866 (eingeschränkte Vorschau in der Google-Buchsuche).